# Système à haute concentration photovoltaïque et thermale
High concentration photovoltaic thermal (HCPVT) system est un « système à haute concentration photovoltaïque et thermale » compétitif en cours de développement par IBM Zurich Research Laboratory, en partenariat avec l'École polytechnique fédérale de Zurich et la société suisse Airlight Energy, prévu pour 2016. Une unité HCPVT pourra fournir en même temps l'électricité, l'eau chaude, l'eau dessalée et l'air conditionné.

## Description
Les caractéristiques des futures paraboles solaires de type HCPVT sont les suivantes, :
- paraboles multi-miroirs, diamètre : 11 m – surface réceptrice : 100 m2 ;
- taux de conversion énergie solaire/électricité : 30 %, soit le double du taux actuel. La partie complémentaire (70 %, transformée en chaleur) produit, à travers un système de refroidissement à microcanaux des cellules, par exemple de l'eau chaude, de l'eau potable, de l'air frais. L'efficacité énergétique totale du système est ainsi améliorée ;
- paraboles orientables, pour le suivi de la course du Soleil ;
- concentration de l'énergie solaire : « 2 000 soleils », soit environ six fois plus que les systèmes actuels ;
- puissance : 25 kWe.